# Nabój 40 × 53 mm

Przekrój naboju M430A1 HEDP z opisem.

40 × 53 mm – amerykański nabój 40 mm przeznaczony do zasilania granatników automatycznych.

## Historia
W lipcu 1966 r. Marynarka Wojenna USA zleciła opracowanie granatnika automatycznego do instalowanie na rzecznych jednostkach pływających. Zadanie to wykonało US Navy Ordnance Station w Louisville (w stanie Kentucky). Efektem był nabój i nowy granatnik Mk 19, które wprowadzono do służby w 1967 roku.

## Budowa
Nabój zbudowany z łuski i granatu podobnie jak w naboju 40 × 46 mm. Łuska posiada dwukomorową budowę: komorę wysokiego ciśnienia i połączoną z nią kanalikami komorę niskiego ciśnienia. Ładunek miotający jest większy niż w nabojach 40 × 46 mm i również umieszczony w komorze wysokiego ciśnienia, gdzie spala się po zainicjowaniu przez spłonkę. Sprężone gazy za pomocą kanalików przedostają się do komory niskiego ciśnienia i tam oddziałują na pocisk. Taka budowa naboju spowalnia rozpędzanie pocisku i oddziaływanie odrzutu na broń i podstawę strzelecką.
Pocisk – granat o działaniu odłamkowym lub przeciwpancerno-odłamkowym elaborowany materiałem wybuchowym A5 (będącym mieszaniną heksogenu i 1,5% wosku). Wkładka kumulacyjna wykonana z miedzi. Zapalnik uderzeniowy uzbraja się po przebyciu przez pocisk 23–25 metrów.

## Wersje
- M383 i M384 – High Explosive (HE) – naboje z pociskami odłamkowo-burzącymi.
- M430I – High Explosive Dual Purpose (HEDP) – nabój z pociskiem przeciwpancerno-odłamkowym.
- M385I, M918 – naboje balistyczne do ćwiczeń w celności strzelania.
- M922/M922A1 – naboje ćwiczebne do nauki obsługi broni.

Nowym nabojem jest MK285 zaprojektowany do granatnika Mk 47 Striker 40. Nabój ten posiada programowalny pocisk, który detonuje w określonym momencie (po zaprogramowanym czasie lotu). Jest możliwe strzelanie tym pociskiem z każdego granatnika automatycznego na naboje 40 × 53 mm, ale nie można wykorzystać programatora czasowego głowicy bojowej.
Z czasem nabój 40 × 53 mm stał się standardowym nabojem używanym w automatycznych granatnikach armii NATO. Do końca lat 90. powstało ponad 50 wersji tego naboju produkowanych poza USA także w innych krajach (między innymi w Polsce przez Zakłady Metalowe Dezamet S.A.).
Istnieją również naboje 40 × 46 mm przeznaczone do zasilania granatników ręcznych, jak amerykańskie M79, M203, M320, niemiecki AG36 i w granatnikach rewolwerowych: polskim RGP-40 i południowoafrykańskim M32 Milkor MGL. Naboje 40 × 46 mm i 40 × 53 mm nie są wymienne.

## Broń na nabój 40 × 53 mm
Naboje 40 × 53 mm są używane w automatycznych granatnikach: amerykańskim Mk19, niemieckim GMG i południowoafrykańskim Vektor Y3. Prototypowy granatnik GA-40 zbudowano w Tarnowie. W trakcie testów jest obecnie amerykański Mk 47 Striker 40.